# 12 de juliol
El 12 de juliol és el cent noranta-tresè dia de l'any del calendari gregorià i el cent noranta-quatrè en els anys de traspàs. Queden 172 dies per finalitzar l'any.

## Esdeveniments
Països Catalans
- 1713 - Catalunya: voluntaris valencians creen dos regiments per a la defensa de Barcelona.
- 1984 - Barcelona: neix la primera nena proveta d'Espanya, per fecundació in vitro, amb l'equip de la biòloga Anna Veiga.[1]
- 2008 - Barcelona: Artur Mas és reelegit secretari general de Convergència Democràtica de Catalunya.

Resta del món
- 927 - Anglaterra: després d'un llarg procés d'annexions, els diversos petits regnes de l'actual territori anglès s'unifiquen sota Etelstan i es forma el Regne d'Anglaterra.
- 1783 - Cadis: Primer número de la revista setmanal La Pensadora Gaditana, editada per Beatriz Cienfuegos.[2]
- 1806 - Napoleó Bonaparte crea la Confederació del Rin després de vèncer en la batalla d'Austerlitz.[3]
- 1885 - Leipzig, Imperi Alemany: a la Buchhändlerbörse, obre el primer museu del llibre, avui Deutsches Buch- und Schriftmuseum.
- 1937 - París: s'hi inaugura el Pavelló de la República de l'Exposició Internacional de París de 1937.[4]
- 1975 - São Tomé i Príncipe: s'independitza de Portugal.
- 1920 - Moscou: se signa el tractat de pau lituano-soviètic pel qual la Unió Soviètica reconeix la sobirania de Lituània.
- 2006 - Líban-Israel: Hesbol·là mata 8 soldats israelians i en captura dos en la denominada Operació Promesa Precisa.

## Naixements
Països Catalans
- 1618 - València: Llorenç Matheu i Sanç, jurista, poeta, humanista i polígraf valencià (m. 1680).
- 1751 - Barcelona: Francesc Salvà i Campillo, metge, físic i meteoròleg català.
- 1880 - Barcelona: Francesc Layret i Foix, polític i advocat català (m. 1920).[5]
- 1943 - Manresa: Montserrat Jou i Parrot, escaladora i alpinista catalana.[6]
- 1946 - Calellaː Josep M. Terricabras i Nogueras, filòsof i polític català (m. 2024).
- 1955 - Molins de Rei: Carme Figueras i Siñol, diplomada en físiques i política catalana.[7]
- 1984 - Barcelona: Victoria Anna Perea Sánchez, primera persona que va nàixer per fecundació in vitro a Espanya, i sisena de tot el món.[8]

Resta del món
- 1468 - Fermoselle (Zamora, Corona de Castella): Juan del Encina, poeta, músic i autor de teatre espanyol (m. 1529).
- 1778 - Roncastaldo, Loiano: Maria Dalle Donne, metgessa, ginecòloga, professora italiana, directora de la Universitat de Bolonya (m. 1842).[9]
- 1797 - Hamburg: Adele Schopenhauer, autora alemanya (m. 1849).[10]
- 1817 - Concord (Massachusetts, EUA): Henry David Thoreau, escriptor i filòsof estatunidenc (m. 1862).
- 1824 -Honfleur, Normandia (França): Louis-Eugène Boudin més conegut com a Eugène Boudin, un dels primers paisatgistes francesos a pintar a l'aire lliure (m. 1898).[11]
- 1843 - Lió: Nina de Callias, escriptora, compositora, pianista i salonnière francesa (m. 1884).[12]
- 1866 - Clichyː La Goulue, popular ballarina de cancan, figura mítica del París de la Belle Époque (m. 1929).[13]
- 1874 - Świnoujście, Imperi Alemany, Elsa von Freytag-Loringhoven, primera artista dadaista (m. 1927).[14]
- 1884 - Livorno, Regne d'Itàlia: Amedeo Modigliani, pintor (m. 1920).[15]
- 1886 - Copenhaguen, Dinamarca: Jean Hersholt, actor danès que va viure als Estats Units.
- 1895 - 
  - Milton, Massachusetts (EUA): Richard Buckminster Fuller o senzillament "Bucky", dissenyador, arquitecte, inventor i escriptor estatunidenc (m. 1983).[16]
  - Hamar, Noruega: Kirsten Flagstad, cantant noruega, una de les millors sopranos wagnerianes del s. XX (m.1962).[17]
- 1904 - Parral, Xile: Pablo Neruda, poeta, premi Nobel de Literatura de l'any 1971 i diplomàtic xilè (m. 1973).[18]
- 1913 - Los Angeles, Califòrnia, Estats Units: Willis Lamb, físic nord-americà, Premi Nobel de Física de 1955 (m. 2008).[19]
- 1917 - Chadds Ford, Pennsilvània, Estats Units:Andrew Wyeth, pintor estatunidenc d'estil realista.
- 1928 - Methuen, Massachusetts (EUA): Elias James Corey, químic estatunidenc, Premi Nobel de Química de l'any 1990.[20]
- 1935 - Nirasaki, Yamanashi (Japó): Satoshi Ōmura, bioquímic japonès, Premi Nobel de Medicina o Fisiologia de l'any 2015.[21]
- 1937 - Meudon, França: Lionel Jospin, polític francès, fou Primer Ministre de França entre 1997 i 2002.
- 1943 - Bouth, Anglaterra: Christine McVie, teclista, cantant i compositora, membre de Fleetwood Mac (m. 2022).[22]
- 1947 - Caravaca de la Cruz: Mari Trini, cantant espanyola (m. 2009).[23]
- 1952 - 
  - Pontevedra: Rosario Álvarez Blanco, filòloga gallega, professora universitària i acadèmica.[24]
  - Sofia: Irina Bokova, política socialista, directora de la UNESCO de 2009 a 2017 i delegada de la Francofonia.[25]
- 1953 - Lidingö, Suècia: John Ausonius, autor d'una sèrie d'atacs racistes comesos el 1991 i 1992 a les ciutats d'Estocolm i Uppsala.
- 1966 - Madrid: Ana Torrent, actriu espanyola, protagonista dels films Tesis, Cría cuervos i El espíritu de la colmena, entre d'altres.[26]
- 1997 - Mingora, Pakistan: Malala Yousafzai, activista pakistanesa, Premi Internacional Catalunya 2013,[27] Premi Nobel de la Pau de l'any 2014.[28]

## Necrològiques
Països Catalans
- 1431 - Barcelona: Felip de Malla, 17è president de la Generalitat de Catalunya, canonge degà d'Osca, almoiner de la seu d'Elna i ardiaca major de la seu de Barcelona.
- 1923 - Barcelona: Teresa Lostau i Espinet, pintora i ceramista catalana (n. 1884).[29]
- 1959 - Barcelona (Barcelonès): Carles Riba i Bracons, escriptor i humanista català.[30]

Resta del món
- 1073 - Tavarnelle Val di Pesa (Toscana): Sant Joan Gualbert, abat i fundador.
- 1536 - Basilea (Suïssa): Erasme de Rotterdam, filòsof, filòleg i teòleg holandès, creador del moviment humanista (n. 1466).[31]
- 1628 - Liérganes (Cantàbria): Joan Decorte dit Curtius, industrial i negociant d'armes.
- 1724 - Nanquín (Xina): Cao Xueqín (en xinès: 曹雪芹; en pinyin: Cáo Xuěqín), també conegut com a Mengruan (夢阮), novel·lista, poeta, filòsof i pintor que va viure durant la dinastia Qing (m. 1763).[32]
- 1733 - París: Anne-Thérèse de Marguenat de Courcelles, dona de lletres i salonnière francesa molt influent (n. 1647).[33]
- 1804 - Estats Units: Alexander Hamilton, polític i primer secretari del Tresor nord-americà.
- 1825 - Avinyó, França: Dorothea Schlözer, investigadora alemanya, la primera a doctorar-se en filosofia del país (n. 1770).[34]
- 1897 - Villers-sur-Mer (França): Félix Godefroid, arpista i compositor belga (n. 1818).[35]
- 1926 - Bagdad (Iraq): Gertrude Bell, viatgera, espia agent de l'Imperi britànic, arqueòloga i escriptora britànica (n. 1868).[36]
- 1931 - Uppsala (Suècia): Nathan Söderblom, arquebisbe i Premi Nobel de la Pau de l'any 1930 (n. 1886).[37]
- 1935 - París (França): Alfred Dreyfus, militar francès jueu d'origen alsacià. Acusat i condemnat per traïció abans de ser indultat i després rehabilitat (n. 1859).[38]
- 1953 - Sart-lez-Spa (Bèlgica): Joseph Jongen, compositor belga (n. 1783).[39]
- 1965 - Irene Parlby, política feminista i activista social canadenca, ministra i senadora (n. 1868).[40]
- 1975 - İzmir, Turquia: Latife Hanım, política turca (n. 1898).
- 1996 - Oberdürnbach (Àustria): Gottfried von Einem, compositor austríac (n. 1918).[39]
- 2002 - Madrid: Josefina de la Torre, poeta i novel·lista de la Generació del 27, cantant lírica i actriu espanyola (n. 1907).[41]
- 2010 - Miami, EUA: Olga Guillot, cantant cubana, filla i neta de catalans, que fou coneguda com la reina del bolero (n. 1922).[42]
- 2014:
  - Queens, Nova York (Estats Units): Tommy Ramone, bateria dels Ramones i productor musical (n. 1949).
  - Hondarribia, Guipúscoa: Néstor Basterretxea Arzadun, escultor, pintor i director de cinema basc (n. 1924).[43]
- 2017 - Nova Jersey (Estats Units): Charles Gordon Blazer va ser un dirigent esportiu estatunidenc.
- 2019 - Newburyport, Massachusetts (EUA): Fernando J. Corbató, informàtic estatunidenc, guanyador del Premi Turing (n. 1926).
- 2020 - Clearwater, Florida (EUA): Kelly Preston, actriu i model estatunidenca (n. 1962).[44]

## Festes i commemoracions

### Santoral[45]

#### Església Catòlica[46]
- Sants i beats al Martirologi romà (2011): Jàson de Tars, un dels Setanta deixebles; Procle i Hilarió d'Ancira, màrtirs (s. II); Nabor i Fèlix de Mauretània, màrtirs (304); Hermàgores i Fortunat d'Aquileia, màrtirs (305); Paternià de Fano, bisbe (segle iv); Vivenciol de Lió, bisbe (523); Joan Gualbert, fundador de l'Orde de Vallombrosa (1073); Lleó I de Cava, abat (1079); Ignacio Delgado Cebrián, bisbe i màrtir (1838); Agnes Le Thi Thanh, màrtir (1841); Pere Khanh, prevere i màrtir (1842).
  - Beats: David Gunston, màrtir (1541); John Jones, prevere i màrtir (1598); Maties Araki i 7 màrtirs de Nagasaki (1626); Rose Tallien, Marte Cluse, Marie de Justamon, i Jeanne-Marie de Romillon, màrtirs (1794).
- Sants que no figuren al Martirologi: Verònica (santa), dona pietosa (s. I); Paulí de Lucca, bisbe (s. I); Marciana de Toledo, verge i màrtir llegendària (303); Joví de Trent, bisbe (segle iv); Paternià de Bolonya, bisbe (ca. 470); Pròcul de Bolonya, màrtir (542); Menulf de Quimper, bisbe (s. VII); Arduí de Fontenelle, abat (811); Ansbald de Prüm, abat (886); Joan d'Ivíron, abat (1009); Lambert de Morimond, abat (1163); Luci de Cavargna, màrtir (segle xiii); translació de les relíquies d'Amador d'Auxerre.
- Beat Andreas Oxner, màrtir llegendari (1462).
- Venerables Maria Teresa Kierocińska, monja (1946).

#### Església Ortodoxa Armènia (segons el calendari gregorià)
- 23 Margats (corresponent al 25 de juliol del calendari gregorià): sants Pere apòstol i Pau de Tars, apòstols i màrtirs; Eusebi, fill de Basili, i 3.000 companys màrtirs.

#### Església Copta
- 5 Abib (corresponent al 25 de juliol del calendari gregorià): sants Pere apòstol i Pau de Tars, apòstols i màrtirs; Marc d'Antioquia, màrtir (300); Claudià, patriarca.

#### Església Ortodoxa Síria (segons el calendari gregorià)
- Sants Pere apòstol i Pau de Tars, apòstols i màrtirs; Jacob de Sarug (521).

#### Església Ortodoxa (segons el calendari julià)
- Se celebren els corresponents al 25 de juliol del calendari gregorià.

#### Església Ortodoxa (segons el calendari gregorià)
Corresponen als sants del 29 de juny del calendari julià.
- Sants: Pere apòstol i Pau de Tars, màrtirs; Maria, mare de Joan Marc, parent de Bernabé apòstol; Gregori d'Iraklia, metropolita; Pere de Rostov, príncep tàtar (1290); Andreu de Neu-Divejeno, arquebisbe; Nicandre de Pskov, monjo (1581)-

#### Esglésies luteranes
- Nathan Söderblom, arquebisbe d'Uppsala.